# TRAF4
TRAF4（“TNF受体相关因子4”，也称为“环指因子83”，缩写“RNF83”）是人类基因 TRAF4 编码的蛋白质，属于一种TNF受体相关因子（TRAF）。

## 蛋白质的相互作用
TRAF4蛋白与下列蛋白質进行互作：
- 神经生长因子受体p75（NTR/NTSR1）[5][6]